# Новые Пынзарены
Новые Пынзарены (рум. Pînzărenii Noi, Пынзэрений-Ной) — село в Фалештском районе Молдавии. Наряду с селом Пынзарены входит в состав коммуны Пынзарены.

## География
Село расположено на высоте 86 метров над уровнем моря.

## Население
По данным переписи населения 2004 года, в селе Пынзэрений-Ной проживает 77 человек (39 мужчин, 38 женщин).
Этнический состав села:
| Национальность | Число жителей | Процентный состав |
| -------------- | ------------- | ----------------- |
| русские        | 56            | 72.73             |
| молдаване      | 13            | 16.88             |
| украинцы       | 8             | 10.39             |
| Всего          | 77            | 100%              |